# Vestkystruten
Vestkystruten er en af de 11 nationale danske cykelruter. Den 560 km lange rute, der også er kendt som National cykelrute 1, strækker sig fra den lille grænseby Rudbøl i syd op langs vestkysten til Skagen i nord. Vestkystruten falder sammen med den danske del af Nordsøruten (EuroVelo 12) - en 5.900 km lang rute, der løber langs med kysten i otte lande omkring Nordsøen.
Undervejs passerer Vestkystruten nogle af Danmarks mest unikke naturområder[kilde mangler] som for eksempel Nationalpark Vadehavet, Bulbjerg, Nationalpark Thy og Råbjerg Mile. Ligeledes går den igennem en stribe af vestkystens mest populære[kilde mangler] feriebyer såsom Søndervig, Klitmøller, Blokhus og Løkken. Mellem de to sidstnævnte fører ruten en helt ned på stranden.
Der er ikke mange bakker på Vestkystruten, særligt ikke syd for Thyborøn. Til gengæld kan vinden være en afgørende faktor for hastigheden. Typisk anbefales det at cykle turen fra syd mod nord netop af hensyn til den fremherskende vindretning, som er syd-vestlig. Det er desuden værd at bemærke, at der udover strækningen på stranden mellem Blokhus og Løkken også er en del stræk med grusbelægningen.

## Panoramaruter
Der er tilknyttet 16 såkaldte Panoramaruter til Vestkystruten. Disse rundture på mellem 20 og 50 km har forskellige temaer, heriblandt "Fuglenes fjord" ved Vest Stadil Fjord, "Dyrenes Paradis" i den sydlige del af Nationalpark Thy og "Vikinger og Vadehavet", der inkluderer Ribe og Nationalpark Vadehavet.